# Zabrekve
Zabrekve este o localitate din comuna Železniki, Slovenia, cu o populație de 66 de locuitori.